# (7528) Huskvarna
(7528) Huskvarna ist ein Asteroid des äußeren Hauptgürtels, der am 19. März 1993 am La-Silla-Observatorium der Europäischen Südsternwarte (IAU-Code 809) in Chile im Verlauf der Uppsala-ESO Survey of Asteroids and Comets entdeckt wurde.
Der Himmelskörper wurde am 20. März 2000 nach dem schwedischen Ortsteil Huskvarna der Stadt Jönköping in der historischen schwedischen Provinz Småland benannt, die bis zum Jahr 1970 als Standort für die Zündholzindustrie (Schwedenhölzer, säkerhetständstickor) international bekannt war.